# Sergej Bobrovskij
Sergej Andrejevič Bobrovskij (v anglickém přepisu Sergei Bobrovsky) (* 20. září 1988, Novokuzněck, Sovětský svaz) je ruský hokejový brankář hrající v týmu Florida Panthers v severoamerické lize NHL.

## Kariéra
Bobrovskij je odchovancem hokeje Metallurgu Novokuzněck, ve kterém hrál od dětství. Mezi dospělými debutoval v 18 letech, když odchytal v sezóně 2006-07 8 zápasů ruské superligy. V týmu dospělých rychle získával zkušenosti a mezi lety 2007—2010 působil na postu prvního brankáře Novokuzněcku, který hrál v sezónách 2008-09 a 2009-10 v nově vzniklé KHL.
Bobrovskij nebyl nikdy draftován do NHL, ačkoliv se generální manažer klubu NHL Philadelphia Flyers - Paul Holmgren nechal slyšet, že měl v úmyslu si jej vybrat během draftu NHL 2006, ale neučinil tak, kvůli obtížnosti podpisu smluv s ruskými hokejisty. 6. května 2010 podepsal Bobrovskij s Flyers tříletý nováčkovský kontrakt. Nejprve mělo vedení v úmyslu odeslat jej na farmu do Adirondacku Phantoms hrajícího nižší severoamerickou soutěž AHL, ale během přípravného kempu zapůsobil na trenéry Flyers natolik, že jej nechali v prvním týmu ve Philadelphii. Bobrovskij poté nahradil na pozici prvního brankáře Flyers zraněného Michaela Leightona.
Trenér Flyers Peter Laviolette nasadil Bobrovského poprvé při prvním zápase sezóny 2010-11 7. října 2010 proti Pittsburghu Penguins. V tomto svém prvním zápase v NHL Bobrovskij vychytal vítězství 3:2 a byl jmenován první hvězdou zápasu. Ve 22 letech a 17 dnech se stal nejmladším brankářem, který v dresu Flyers vychytal vítězství v zahajovacím zápase NHL a předčil tak Rona Hextalla z 9. října 1986 (22 let a 159 dní). Také byl prvním brankářem Flyers od roku 2004, který ve svém prvním zápase NHL vychytal vítězství (naposledy jím byl Antero Niittymäki). Vzhledem k povedenému začátku sezóny 2010-11 se Bobrovskij stal rychle respektovaným a oblíbeným brankářem NHL a fanoušci mu dali přezdívku "Bob". 22.6 2012 byl z Philadelphie vyměněn do Columbusu. V tom byl velmi nespokojen, a tak před začátkem sezóny 2019/2020 odešel do Floridy Panthers.

## Individuální úspěchy
- Utkání hvězd ruské superligy - 2007
- Vybrán mezi 3 nejlepšími hráči ruské reprezentace na MSJ - 2008
- 2× vítěz Vezina Trophy (2012-2013, 2016-2017)

## Prvenství

### KHL
- Debut – 3. září 2008 (Metallurg Novokuzněck proti HK Dinamo Minsk)
- První inkasovaný gól – 3. září 2008 (Metallurg Novokuzněck proti HK Dinamo Minsk, kanadským útočníkem Jeff Ulmer)
- První vychytaná nula – 5. září 2008 (Metallurg Novokuzněck proti Dinamo Riga)

### NHL
- Debut – 7. října 2010 (Pittsburgh Penguins proti Philadelphia Flyers)
- První inkasovaný gól – 7. října 2010 (Pittsburgh Penguins proti Philadelphia Flyers, kanadským útočníkem Tyler Kennedy)
- První vychytaná nula – 9. března 2013 (Columbus Blue Jackets proti Detroit Red Wings)

## Statistiky

### Základní části
| Sezona       | Tým                   | Liga         | Z   | V   | P   | R/Pvp | MIN    | OG    | ČK | POG  | %ChS |
| ------------ | --------------------- | ------------ | --- | --- | --- | ----- | ------ | ----- | -- | ---- | ---- |
| 2006–07      | Metallurg Novokuzněck | RSL          | 8   | —   | —   | —     | 280    | 13    | 0  | 2.78 | —    |
| 2007–08      | Metallurg Novokuzněck | RSL          | 24  | —   | —   | —     | 1,153  | 57    | 1  | 2.97 | .901 |
| 2008–09      | Metallurg Novokuzněck | KHL          | 32  | 6   | 16  | 2     | 1,636  | 68    | 1  | 2.49 | .927 |
| 2009–10      | Metallurg Novokuzněck | KHL          | 35  | 9   | 22  | 3     | 1,964  | 89    | 1  | 2.72 | .919 |
| 2010–11      | Philadelphia Flyers   | NHL          | 54  | 28  | 13  | 8     | 3,017  | 130   | 0  | 2.59 | .915 |
| 2011–12      | Philadelphia Flyers   | NHL          | 29  | 14  | 10  | 2     | 1,550  | 78    | 0  | 3.02 | .899 |
| 2012–13      | SKA Saint Petersburg  | KHL          | 24  | 18  | 3   | 2     | 1,420  | 46    | 4  | 1.94 | .932 |
| 2012–13      | Columbus Blue Jackets | NHL          | 38  | 21  | 11  | 6     | 2,219  | 74    | 4  | 2.00 | .932 |
| 2013–14      | Columbus Blue Jackets | NHL          | 58  | 32  | 20  | 5     | 3,299  | 131   | 5  | 2.38 | .923 |
| 2014–15      | Columbus Blue Jackets | NHL          | 51  | 30  | 17  | 3     | 2,994  | 134   | 2  | 2.69 | .918 |
| 2015–16      | Columbus Blue Jackets | NHL          | 37  | 15  | 19  | 1     | 2,116  | 97    | 1  | 2.75 | .908 |
| 2016–17      | Columbus Blue Jackets | NHL          | 63  | 41  | 17  | 5     | 3,708  | 127   | 7  | 2.06 | .931 |
| 2017–18      | Columbus Blue Jackets | NHL          | 65  | 37  | 22  | 6     | 3,912  | 158   | 5  | 2.42 | .921 |
| 2018–19      | Columbus Blue Jackets | NHL          | 62  | 37  | 24  | 1     | 3,557  | 153   | 9  | 2.58 | .913 |
| 2019–20      | Florida Panthers      | NHL          | 50  | 23  | 19  | 6     | 2,806  | 151   | 1  | 3.23 | .900 |
| 2020–21      | Florida Panthers      | NHL          | 31  | 19  | 8   | 2     | 1,816  | 88    | 0  | 2.91 | .906 |
| 2021–22      | Florida Panthers      | NHL          | 54  | 39  | 7   | 3     | 3,083  | 137   | 3  | 2.67 | .913 |
| 2022–23      | Florida Panthers      | NHL          | 50  | 24  | 20  | 3     | 2,835  | 145   | 1  | 3.07 | .901 |
| 2023–24      | Florida Panthers      | NHL          | 58  | 36  | 17  | 4     | 3,414  | 135   | 6  | 2.37 | .915 |
| Celkem v KHL | Celkem v KHL          | Celkem v KHL | 91  | 33  | 41  | 7     | 5,019  | 203   | 6  | 2.43 | .925 |
| Celkem v NHL | Celkem v NHL          | Celkem v NHL | 700 | 396 | 224 | 55    | 40,323 | 1,738 | 44 | 2.59 | .915 |

### Play-off
| Sezona       | Tým                   | Liga         | Z  | V  | P  | MIN   | OG  | ČK | POG  | %ChS |
| ------------ | --------------------- | ------------ | -- | -- | -- | ----- | --- | -- | ---- | ---- |
| 2006–07      | Metallurg Novokuzněck | RSL          | 1  | —  | —  | 60    | 4   | 0  | 4.02 | —    |
| 2010–11      | Philadelphia Flyers   | NHL          | 6  | 0  | 2  | 186   | 10  | 0  | 3.23 | .877 |
| 2011–12      | Philadelphia Flyers   | NHL          | 1  | 0  | 0  | 37    | 5   | 0  | 8.11 | .722 |
| 2013–14      | Columbus Blue Jackets | NHL          | 6  | 2  | 4  | 378   | 20  | 0  | 3.17 | .908 |
| 2016–17      | Columbus Blue Jackets | NHL          | 5  | 1  | 4  | 310   | 20  | 0  | 3.88 | .882 |
| 2017–18      | Columbus Blue Jackets | NHL          | 6  | 2  | 4  | 416   | 22  | 0  | 3.18 | .900 |
| 2018–19      | Columbus Blue Jackets | NHL          | 10 | 6  | 4  | 623   | 25  | 0  | 2.41 | .925 |
| 2019–20      | Florida Panthers      | NHL          | 4  | 1  | 3  | 234   | 12  | 0  | 3.08 | .901 |
| 2020–21      | Florida Panthers      | NHL          | 3  | 1  | 2  | 113   | 10  | 0  | 5.31 | .841 |
| 2021–22      | Florida Panthers      | NHL          | 10 | 4  | 6  | 601   | 27  | 0  | 2.70 | .911 |
| 2022–23      | Florida Panthers      | NHL          | 19 | 12 | 6  | 1,164 | 54  | 1  | 2.78 | .915 |
| 2023–24      | Florida Panthers      | NHL          | 24 | 16 | 8  | 1,420 | 55  | 2  | 2.32 | .906 |
| Celkem v NHL | Celkem v NHL          | Celkem v NHL | 94 | 45 | 43 | 5,479 | 260 | 3  | 2.85 | .905 |

### Reprezentace
| Rok                       | Tým                       | Soutěž                    | Z  | V  | P | R | MIN   | OG | ČK | POG  | %ChS |
| ------------------------- | ------------------------- | ------------------------- | -- | -- | - | - | ----- | -- | -- | ---- | ---- |
| 2008                      | Rusko 20                  | MSJ                       | 6  | 4  | 2 | 0 | 366   | 15 | 0  | 2.46 | .919 |
| 2014                      | Rusko                     | OH                        | 3  | 1  | 1 | 0 | 157   | 3  | 1  | 1.15 | .952 |
| 2014                      | Rusko                     | MS                        | 8  | 8  | 0 | 0 | 480   | 9  | 2  | 1.13 | .950 |
| 2015                      | Rusko                     | MS                        | 9  | 6  | 3 | 0 | 542   | 21 | 1  | 2.32 | .906 |
| 2016                      | Rusko                     | MS                        | 9  | 7  | 2 | 0 | 521   | 15 | 1  | 1.73 | .931 |
| 2016                      | Rusko                     | SP                        | 4  | 2  | 2 | 0 | 237   | 10 | 1  | 2.53 | .930 |
| 2021                      | ROV                       | MS                        | 1  | 0  | 1 | 0 | 62    | 2  | 0  | 1.93 | .917 |
| Juniorská kariéra celkově | Juniorská kariéra celkově | Juniorská kariéra celkově | 6  | 4  | 2 | 0 | 366   | 15 | 0  | 2.46 | .919 |
| Seniorská kariéra celkově | Seniorská kariéra celkově | Seniorská kariéra celkově | 34 | 24 | 9 | 0 | 1,999 | 60 | 6  | 1.79 | .933 |